# Aeroporto di Aquino
L'Aeroporto di Aquino (IATA: nessuno, ICAO: LIAQ) è un aeroporto italiano situato a sud est della cittadina di Aquino, in provincia di Frosinone, a pochi km dal casello Pontecorvo-Castrocielo dell'Autostrada A1 e lungo la strada regionale SR 6. La struttura è dotata di una pista in erba lunga 950 m, ad un'altitudine di 107 m / 351 ft e con orientamento della RWY 15/33; la frequenza radio è 126,900 MHz.

## Storia
L’aeroporto di Aquino nacque intorno al 1926 solo come “campo di fortuna”. L'inizio dei lavori di costruzione del nuovo impianto risale al 20 febbraio 1937. Dal  gennaio 1939 assunse la qualifica di “aeroporto armato di III classe” e tre mesi più tardi vi iniziarono i corsi della scuola di pilotaggio, scuola che cessò la propria attività il nel dicembre 1942, quando l’impianto aeroportuale venne “ceduto” all’aviazione tedesca. Di italiano rimase solo un presidio di una quarantina di uomini mentre continuava l’arrivo di soldati tedeschi.
La vita ad Aquino cambiò radicalmente quando nel marzo del 1943 cominciarono i primi allarmi: l’aeroporto fu infatti destinato a costituire una delle due estremità di un ponte aereo che dall’altra parte terminava proprio laddove la guerra era più calda. I voli con l’Africa del nord o con Pantelleria o con Lampedusa, effettuati essenzialmente con aerei Junkers, divennero giornalieri.
Il 19.7.1943 alle ore 23,30 aerei isolati sorvolarono Frosinone e la provincia, bombardarono e mitragliarono l’aeroporto di Aquino causando rilevanti danni alle attrezzature dell’aeroporto.
Il 20.7.1943, alle ore 02,00, alcuni aerei sorvolarono il territorio della provincia di Frosinone e Cassino lanciando numerosi spezzoni incendiari sull'abitato di quest'ultima località, bombe di piccolo calibro e spezzoni su alcuni centri rurali della provincia di Frosinone e sull'aeroporto di Aquino che subì danni rilevanti.
Il 19 luglio 1943, alle ore 12:10 una formazione di cinquanta quadrimotori sorvolò l’aeroporto di Aquino sganciando bombe dirompenti che causarono diversi danni e la distruzione di trenta aerei al suolo.
Alla fine della seconda guerra mondiale l'aeroporto divenne base dell'Aeronautica Militare fino al 20 febbraio 1971, quando fu convertito in Aeroporto civile e sede dell'Aeroclub della Ciociaria. Da allora fu utilizzato per l'aviazione generale leggera e come sede di manifestazioni sportive. Nell'estate del 1992 vennero svolti i campionati assoluti di paracadutismo, nella disciplina delle formazioni in caduta libera a 4 e 8 elementi.
In occasione del cinquantenario della ricorrenza della battaglia di Cassino, il 2 giugno 1994 l'Aeroclub della Ciociaria organizzò una manifestazione con la partecipazione della pattuglia acrobatica nazionale Frecce Tricolori, dei paracadutisti Falchi Blu dell'Aeronautica Militare e della Società HFD (attuale unica concessionaria dell'Aeroporto di Aquino).
L'Aeroclub della Ciociaria per problemi di bilancio fu commissariato nel 1995; l'aeroporto venne chiuso e per dieci anni visse in uno stato di completo abbandono con le infrastrutture adibite al volo completamente inaccessibili, tanto da diventare una discarica abusiva. Nel settembre 2005 la Società HFD ottenne dall'ENAC la concessione sull'aeroporto e, dopo ingenti investimenti, rese di nuovo la struttura pienamente utilizzabile.